# Stillingia sylvatica
Stillingia sylvatica  (en anglès: Queen's delight) és una espècie de planta dins la família Euphorbiaceae, és una planta nativa de l'Amèrica del Nord tropical i temperada càlida.
A Espanya aquesta planta es troba dins la llista de plantes de venda regulada.
Stillingia sylvatica és una planta perenne que normalment perd les seves fulles basals al l'hivern, floreix a principi d'estiu.

## Ús
Stillingia sylvatica wera usada pels amerindis, especialment els Creek, contra la sífilis i com catàrtic, diürètic, laxant i emètic. A grans dosis causa vòmits i diarrea.